# Sonate pour piano no 7 de Scriabine
Messe blanche
Pour les articles homonymes, voir Sonate pour piano (homonymie).
La Sonate pour piano no 7 op. 64, aussi connue sous le nom de Messe blanche est une sonate du compositeur et pianiste russe Alexandre Scriabine. Comme les dernières sonates de Scriabine, la septième sonate est très chromatique et atonale. Elle fut composée de 1911 à 1912.

## Composition
La Messe blanche est étroitement liée à sa prédécesseure, la sixième sonate : leur composition remonte aux années 1911 et 1912 ; les deux sonates ont structurellement et stylistiquement des caractéristiques communes que n'ont pas les autres paires de sonates de Scriabine. Scriabine craignait la sixième sonate à cause des forces démoniaques qu'elle implique, allant même jusqu'à refuser de jouer l'œuvre en public. Il composa sa septième sonate en opposition aux ténèbres de la sixième, le sous-titre de « Messe blanche » reflétant sa nature céleste. 
La Messe blanche n'est pas structurellement liée à la Messe noire qui fut, elle, composée de 1912 et 1913. Ce surnom de « Messe noire » ne provient pas de Scriabine, mais il l'a approuvé.

## Analyse de l'œuvre

### Allegro
Le seul et unique mouvement de la septième sonate dure de dix à treize minutes selon les interprétations.

## Discographie
La sonate Messe blanche est l'une des sonates de Scriabine les plus complexes. Les pianistes Vladimir Horowitz et Vladimir Sofronitsky n'ont jamais joué cette sonate en public pour des raisons de superstition. Cependant, le pianiste Sviatoslav Richter a exécuté un certain nombre de fois cette œuvre tout au long de sa carrière et il l'a joué en tournée jusqu'en 1994.